# فرقة المسرح العربي
المسرح العربي يعتبر بداية مرحلة جديدة متميزة في تاريخ الحركة المسرحية في الكويت لأنه بدأ خطاً جديداً ومثل أسلوباً مستحدثاً في مستوى المسرحيات التي يقدمها ونوعيتها وفي أسلوب إدارته.

## بداية المسرح العربي
إنشئ المسرح العربي في 10/10/1961م وهو يختلف عن المسرح الذي كان موجود قبله وهو المسرح الشعبي وليس تكراراً له، مع العلم بأن وزارة الشئون الاجتماعية والعمل هي التي تبنت المسرح الشعبي وهي التي أنشأت المسرح العربي من البداية، وقد ظل في رعايتها إلى أن تعددت الفرق فتخلت الوزارة عنها جميعاً واعتبرتها فرقاً أهلية عام 1964م.

## زكي طليمات والمسرح العربي
يشرح زكي طليمات دور المسرح العربي بقوله:

## المسرح العربي بعد تخلي الوزارة عنه
بعد تخلي وزارة الشئون الاجتماعية والعمل عن المسرح العربي وأعتباره مجرد فرقة أهلية، نزل إلى ميدان المنافسة وقد أعمالاً من كل لون ومستوى كغيره من المسارح، هدفه أن يجذب المشاهدين، بصرف النظر عن الفكرة أو الأساس النظري لذي تخيله زكي طليمات من البداية.
ولأول مرة لا نجد فرقة تتكون بتلقائية الزمالة في المدرسة أو فريق الكشافة، إنما نتيجة أختيار عملي إذ أعلنت الوزارة بياناً من الإذاعة وبواسطة الصحافة تطلب مشاركة من يأنس في نفسه القدرة والرغبة، وتقدم استجابة للإعلان 250 رجلاً تم أختيار 40 كويتياً من بينهم اعتبروا نواة المسرح.
وأنظمت (ولأول مرة) فنانتان كويتيتان هما مريم الصالح ومريم الغضبان.

## إنجازات المسرح العربي
قدم المسرح العربي حتى موسم 1985-1986 ثاني وثلاثين مسرحية، غطى بعضها عرضاً كاملاً وجمعت القصيرة منها إلى أخرى.

### المسرحيات
| 1. صقر قريش أول مسرحية قدمها المسرح العربي في 18/3/1962. 2. فاتها القطار مسرحية من فصل واحد كتبها توفيق الحكيم بلغة فصحى مبسطة، وقد أخرجها زكي طليمات. وقد مثلت على مسرح سينما الأندلس في 19/6/1962. أي في عيد الاستقلال واستمر عرضها ستة أيام وأعين عرضها في شتاء الموسم التالي في 19/2/1963م. 3. عمارة المعلم كندوز من تأليف توفيق الحكيم وإخراج زكي طليمات ومُثلت مع عمارة المعلم كندوز في عرض واحد 4. أبن جلا مسرحية من تأليف محمود تيمور وقد أخرجها زكي طليمات ومثلت فيها نجمة المسرح المصري زوزو حمدي الحكيم وسبعة وعشرين ممثلاُ كويتياً، كان عرضها الأول يوم 20/12/1962م على مسرح ثانوية الشويخ. 5. المنقذة وهي من تأليف محمود تيمور وإخراج زكي طليمات واستعين بممثلة مصرية وحيدة بين شخصياتها التسع، وقد عرضت على مسرح الشامية يوم 19/2/1963م. 6. استأثروني وأنا حي أول مسرحية كويتية يمثلها المسرح العربي، وقد ألفها سعد الفرج. 7. مضحك الخليفة من تأليف أحمد باكصير وأخرجها زكي طليمات وهي تقوم على 26 شخصية، وعرضت أول مرة على مسرح كيفان في 4/4/1964م. 8. آدم وحواء المسرحية من اقتباس فتوح نشاطي وإخراج زكي طليمات وقد عرضت على مسرح كيفان 4/4/1964م. 9. الكنز من تأليف توفيق الحكيم وأخرجها زكي طليمات وعرضت مع مضحك الخليفة. 10. عشت وشفت أول مسرحية يستقل بها المسرح العربي عن أية معونة من أي لون، فهي من تأليف سعد الفرج وإخراج حسين الصالح وممثلوها 11 كويتي و3 شخصيات نسائية وهن: عايشة أبراهيم، نوال صالح ومريم عبدالرزاق. 11. اغنم زمانك من تأليف وتمثيل عبد الحسين عبد الرضا عرضت في مسرح كيفان بيوم 3/7/1965 واستمرت 12 عرضاً. 12. الكويت سنة 2000 من تأليف سعد الفرج واخراج حسين الصالح وعرضت على مسرح كيفان يوم 5/2/1966 لمدة 14 ليلة. | 13. 24 ساعة وهي أول مسرحية مقتبسة أعدها وصاغ حوارها جعفر المؤمن وأخرجها حسين الصالح وعرضت في 13/5/1967م. 14. حط حيلهم بينهم مسرحية مقتبسة أعدها وصاغ حوارها سعد الفرج وأخرجها حسين الصالح وعرضت في 4/6/1968م على مسرح كيفان واستمرت 13 ليلة غير متتالية. 15. من سبق لبق تأليف عبد الحسين عبد الرضا وشارك بالتمثيل أيضاً عرضت على مسرح كيفان 12 ليلة ابتداء من 19/4/1969م. 16. الليلة يصل محقان وهي مسرحية مقتبسة أعدها وصاغ حوارها محمد جابر وأخرجها حسين الصالح ومثلت 13 ليلة ابتداء من 10/12/1969م. 17. القاضي راضي من اقتباس وإعداد محمد جابر ومن إخراج حسين الصالح، عُرضت 16 ليلة ابتداء من 24/6/1970م. 18. حط الطير طار الطير تأليف عبد الأمير التركي وأخرجها حسين الصالح، مُثلت في مسرح كيفان لمدة 16 ليلة ابتداء من 15/3/1971م. 19. مطلوب زوج حالاً قد ألفت ومثلت في مصر على المسرح وفي السينما، وهنا قام عبد الحسين عبد الرضا بتحويلها إلى اللهجة الكويتية، عرضت على مسرح كيفان 24 ليلة ابتداء من 15/12/1971م. 20. عايلة بو صعرورة مسرحية مقتبسة، من أعداد وصياغة حوار محمد جابر وأخرجها عبد الأمير التركي وقد مثلت في مسرح كيفان ابتداء من يوم 24/5/1972م. 21. عالم نساء ورجل مسرحية مقتبسة أعدها وصاغ حوارها جعفر المؤمن وأخرجها حسين الصالح، ومثلت 3 أسابيع ابتداء من 23/12/1972م على مسرح كيفان. 22. 30 يوم حب من إعداد أنور عبد الله وأخرجها حسين الصالح، عرضت من 19/4/1973 إلى 10/5/1973م وثم عرضت ضمن برنامج الترويح الصيفي. 23. بدويان في العيادة مسرحية من فصل واحد، كتبها وأخرجها غانم الصالح ومثلت في عرض خاص بمناسبة يوم الجيش الكويتي في 9/12/1974م على مسرح سينما الاندلس. 24. أمبراطور يبحث عن وظيفة عن مسرحية (ملك يبحث عن وظيفة) للدكتور سمير سرحان، أعدها وأخرجها حسين الصالح وعرضت من 10/12/1974 إلى 27/12/1974م ثم عرضت بالأحمدي عرضاً خاصاً. | 25. سلطان للبيع عن مسرحية (السلطان الحائر لتوفيق الحكيم أعدها باللهجة الكويتية جعفر المؤمن وأخرجها المخرج التلفزيوني فؤاد الشطي وهي تجربته الأولى للإخراج المسرحي وعرضت 16 يوماً ابتداء من 13/1/1976م، ثم عرضت في فيلكا. 26. عالم غريب غريب غريب كتبها طارق عبد اللطيف وأخرجها فؤاد الشطي وقد عرضت بمسرح كيفان ابتداء من 17/3/1976 ولمدة اسبوعين. 27. الثالث كتبها الدكتور حسن يعقوب العلي وأخرجها فؤاد الشطي وقد عرضت على مسرح كيفان يوم 22/9/1976م ولدمة 10 أيام. 28. طبيب الحب أعدها للهجة الكويتية علي نجادة عن نص موليير وكما كانت التجربة للأولى للمعد، كذلك كانت الأولى في الإخراج لمحمد خضر، عرضت أربعة أيام على مسرح كيفان من 2/7/1977م. 29. عشاق حبيبة كتبها الدكتور حسن يعقوب العلي وأخرجها فؤاد الشطي وهي باللغة العربية الفصحى، عرضت 11 يوم على مسرح كيفان ابتداء من 12/2/1978م. 30. السيف أعدها وأخرجها محمد خضر وعرضت لمدة 6 أيام على مسرح كيفان ابتداء من 13/8/1978م. 31. نورة ألفها جاسم الزايد وأخرجها فؤاد الشطي، أخذت اشعارها وأغانيها من ديوان فهد بورسلي وعرضت في الكويت موسمين ثم بدولة الإمارات العربية المتحدة. 32. دار تأليف جماعي قام بع أعضاء المسرح وإخراج فؤاد الشطي وعرضت على فترتين. 33. انسوا يا ناس ألفها جريجوري جورين وأخرجها المنصف السويسي ساعده في الإخراج محمد خضر، وقد قدمت باللغة العربية الفصحي لمدة 9 أيام ابتداء من 19/11/1980م على مسرح كيفان. 34. قاضي الفريج أعدها وأخرجها محمد خضر عن مسرحية (مجلس العدل) لتوفيق الحكيم. 35. خروف نيام نيام أعاد تحريرها الدكتور حسن يعقوب العلي عن نص ألفه حمد الرجيب قبل التاريخ هذا بأكثر من 30 عاماً، أخرجها فؤاد الشطي، وقد عرضت 11 يوماً على مسرح نادي كيفان ابتداء من 2/3/1982م. 36. الدينار ألفها الدكتور احمد عتمان وأعدها باللهجة الكويتية حسين البدر وأخرجها كنعان حمد وقد عرضت على مسرح كيفان لمدة 9 أيام ابتداء من 2/3/1983م. 37. من أجل حفنة دنانير تأليف اللجنة الثقافية واخراج كنعان حمد عرضت على مسرح كيفان لمدة 23 يوم ابتداء من 16/6/1984م. 38. رحلة حنظلة من تأليف سعد الله ونوس وأخرجها فؤاد الشطي، وقد عرضت بالكويت وبغداد والأردن وتونس ونالت الجائزة الأولى للإبداع المسرحي في مهرجان بغداد. |

## إقراء أيضاً
- المسرح في الكويت
- فرقة المسرح الشعبي
- فرقة مسرح الخليج العربي
- فرقة المسرح الكويتي